# Justice League Unlimited
Justice League Unlimited (of afgekort JLU) is een Amerikaanse animatieserie gebaseerd op de Justice League-strips van DC Comics. De serie is een direct vervolg op de Justice League animatieserie. De serie werd uitgezonden op Cartoon Network van 31 juli 2004 tot 13 mei 2006

## Overzicht
De serie gaat verder waar de vorige ophield. De Justice League, nu zonder Hawkgirl, vestigt zich in een nieuw en verbeterd hoofdkwartier (hun oude hoofdkwartier was aan het eind van de vorige serie vernietigd).
Hoewel het team nog steeds voornamelijk uit Superman, Batman, Wonder Woman, Green Lantern en Flash bestaat, kent de league nu wel een groot back-up team van andere helden. In vrijwel elke aflevering hebben een of meer andere bekende helden van DC Comics een gastrol.
In tegenstelling tot Justice League, die voornamelijk bestond uit losse verhalen van twee tot drie afleveringen, bevat Justice League Unlimited grotere verhaallijnen die gedurend een heel seizoen de rode draad vormen. De eerste grote verhaallijn draaide om een geheim overheidsproject genaamd Project Cadmus. Dit verhaal stond centraal in de eerste twee seizoenen. In seizoen drie draaide alles om de strijd tegen de Legion of Doom.
Tegen het einde van de serie werden enkele personages verboden voor de serie. Dit waren onder andere alle personages geassocieerd met Batman (behalve Batman zelf) en elk Aquaman personage. Dit omdat rond dezelfde tijd een nieuwe Batman animatieserie begon, en er plannen waren voor een serie rondom Aquaman. Tevens werden de rollen van personages geassocieerd met Superman een stuk kleiner, vanwege het feit dat deze personages ook meededen in de serie Smallville.

## Connecties met andere series
Justice League Unlimited is onderdeel van het DC Animated Universe. Hierbinnen heeft de serie vooral sterke banden met Batman of the Future. De naam "Justice League Unlimited" werd voor het eerst gebruikt in die serie, in de dubbele aflevering "The Call". Deze afleveringen werden een jaar voor de eerste “Justice League” aflevering uitgezonden.
De dubbele aflevering "The Once and Future Thing" bevatte een crossover met Batman of the Future, en de aflevering "epilogue" is bedoeld als laatste aflevering van Batman of the Future.

## Rolverdeling
| De zeven oprichters van de League - Kevin Conroy - Bruce Wayne / Batman - Michael Rosenbaum - Wally West / The Flash - Phil LaMarr - John Stewart / Green Lantern - Maria Canals - Shayera Hol / Hawkgirl - Carl Lumbly - J'onn J'onzz / Martian Manhunter - George Newbern - Clark Kent / Superman - Susan Eisenberg - Diana of Themiscyra / Wonder Woman Andere helden - Scott Rummell - Orin or Arthur Curry / Aquaman - John C. McGinley - Ray Palmer / The Atom - Atom Smasher - Will Friedle - Terry McGinnis / Batman Beyond - Farrah Forke - Big Barda - Morena Baccarin - Black Canary - Tom Everett Scott - Booster Gold - Peter Onorati - B'wana Beast - George Eads en Chris Cox - Captain Atom - Shane Haboucha - Billy Batson - Jerry O'Connell - Captain Marvel - Raphael Sbarge - Deadman - Jason Hervey - Dove - Oded Fehr - Dr. Fate - Jeremy Piven - Elongated Man - Michael T. Weiss - Etrigan the Demon - Maria Canals - Fire - Kin Shriner - Oliver Queen / Green Arrow - Adam Baldwin - Hal Jordan / Green Lantern - Will Friedle - Kyle Rayner / Green Lantern - Fred Savage - Hawk - James Remar - Carter Hall / Katar Hol / Hawkman - Amy Acker - Helena Bertinelli / The Huntress - Tom Sizemore - Metamorpho - Ioan Gruffudd - Mister Miracle - Michael Beach - Mister Terrific - Ron Perlman - Orion - Jeffrey Combs - The Question - Powers Boothe - Red Tornado - Chris Cox - Shining Knight - Phil LaMarr - Steel - Nicholle Tom - Kara In-Ze / Kara Kent / Supergirl - Nathan Fillion - Vigilante - Gina Torres - Vixen - Dennis Farina - Wildcat - Jennifer Hale - Zatanna |  | Schurken - Robert Picardo - Amazo - Michael York - Ares - Lex Lang - Atomic Skull - Corey Burton - Brainiac - Donal Gibson - Captain Boomerang - Lex Lang - Captain Cold - Sheryl Lee Ralph - Cheetah - Peter MacNicol - Chronos - Rachel York - Circe - Michael Ironside - Darkseid - Michael Beach - Devil Ray - Michael Rosenbaum - Dr. Polaris - Michael Jai White - Doomsday - Robert Englund - Felix Faust - Robin Atkin Downes - The Gentleman Ghost - Powers Boothe - Gorilla Grodd - Michael Dorn - Kalibak - Clancy Brown - Lex Luthor - John Rhys-Davies - Lord Hades - Alexis Denisof - Mirror Master - Eric Roberts - Mongul - Olivia d'Abo - Morgaine Le Fey - Ron Perlman - Clayface, Orion - Mark Hamill - The Joker - Stephen McHattie - The Shade - Mark Hamill - Solomon Grundy - Olivia d'Abo - Star Sapphire - Juliet Landau - Tala - Bud Cort - Toyman - Mark Hamill - The Trickster - Rob Zombie - Ichthulhu Andere personages - David Kaufman - Jimmy Olsen - CCH Pounder - Amanda Waller - Ben Browder - Bat Lash - Jason Marsden - Snapper Carr - J. K. Simmons - General Wade Eiling - Ed Asner - Hephaestus - Nestor Carbonell - El Diablo - Robert Foxworth - Professor Emil Hamilton - Adam Baldwin - Jonah Hex - Dana Delany - Lois Lane - Tim Matheson - Maxwell Lord - Daniel Dae Kim - Metron - Adam Baldwin - Captain Rick Flag |

## Afleveringen
| 1. Initiation 2. For the Man Who Has Everything 3. Kid Stuff 4. Hawk and Dove 5. This Little Piggy 6. Fearful Symmetry 7. The Greatest Story Never Told 8. The Return 9. Ultimatum 10. Dark Heart 11. Wake the Dead 12. The Once and Future Thing: Weird Western Tales (1) 13. The Once and Future Thing: Time, Warped (2) |  | 1. The Cat and the Canary 2. The Ties That Bind 3. The Doomsday Sanction 4. Task Force X 5. The Balance 6. Double Date 7. Clash 8. Hunter's Moon 9. Question Authority 10. Flashpoint 11. Panic in the Sky 12. Divided We Fall 13. Epilogue |  | 1. I Am Legion 2. Shadow of the Hawk 3. Chaos at the Earth's Core 4. To Another Shore 5. Flash and Substance 6. Dead Reckoning 7. Patriot Act 8. The Great Brain Robbery 9. Grudge Match 10. Far From Home 11. Ancient History 12. Alive! (1) 13. Destroyer(2) |